# Diclidia spinea
Diclidia spinea là một loài bọ cánh cứng trong họ Scraptiidae. Loài này được Liljeblad miêu tả khoa học năm 1945.